# Xouthous sarsi
Xouthous sarsi is een eenoogkreeftjessoort uit de familie van de Pseudotachidiidae. De wetenschappelijke naam van de soort is voor het eerst geldig gepubliceerd in 2010 door Huys.